# Gertie the Dinosaur
The Gertie the Dinosaur (ang. The Gertie the Dinosaur) – amerykański krótkometrażowy animowany niemy film z 1914 roku w reżyserii Winsora McCaya.

## Wyróżnienia
| Rok wpisania | National Film Registry |
| ------------ | --- |
| 1991         | Lista filmów budujących dziedzictwo kulturalne USA utworzona przez National Film Preservation Board i przechowywana w Bibliotece Kongresu Stanów Zjednoczonych |